# Landratsbezirk Langen
Der Landratsbezirk Langen war ein Landratsbezirk in der Provinz Starkenburg des Großherzogtums Hessen mit Sitz in Langen. 1821 gegründet, ging der Landratsbezirk 1832 in den Kreisen Groß-Gerau und Offenbach auf.

## Geschichte

### Entstehung
Im Zuge der Verwaltungsreform von 1821 im Großherzogtum wurden auch auf unterer Ebene Rechtsprechung und Verwaltung getrennt und die Aufgaben der überkommenen Ämter in Landratsbezirken (zuständig für die Verwaltung) und Landgerichten (zuständig für die Rechtsprechung) neu organisiert. Der Landratsbezirk Langen entstand dabei aus:
- dem Amt Kelsterbach mit Ausnahme von Ginsheim und Nauheim,
- den Orten Arheilgen, Braunshardt, Erzhausen, Gräfenhausen, Schneppenhausen, Weiterstadt und Wixhausen sowie dem Sensfelder Hof aus dem Amt Darmstadt,
- dem Ort Dietzenbach aus dem Amt Schaafheim,
- den Orten Oberroden und Niederroden aus dem Amt Dieburg und
- den drei ritterschaftlichen Orten
  - Messel (Freifrau von Albini),
  - Eppertshausen (Gräfin von Lerchenfeld-Köfering, geb. Groschlag zu Dieburg) und
  - den Messenhäuser Höfen (Freiherren von Frankenstein).

Das waren 14 „althessische“ (Obergrafschaft Katzenelnbogen), zwei vormals kurmainzische sowie die drei ritterschaftlichen Orte. Außer den drei ritterschaftlichen Orten handelte es sich um Dominiallande, Gebiete, in denen der Staat die Hoheitsrechte ungeteilt ausübte.
Die Aufgaben der Rechtsprechung erster Instanz, die die nun aufgelösten Ämtern wahrgenommen hatten, wurden dem ebenfalls neu gegründeten Landgericht Langen übertragen.

### Weitere Entwicklung
Bei Einrichtung des Landratsbezirks bestanden die patrimonialherrlichen Rechte der adeligen Eigentümer noch in vollem Umfang. Da das den staatlichen Anspruch auf das Gewaltmonopol torpedierte, war der Staat bestrebt, sich diese Rechte abtreten zu lassen und schloss entsprechende Verträge
- 1822 mit den Freiherren von Franckenstein über die Messenhäuser Höfe, der allerdings nur die Rechtsprechung betraf,[3]
- ebenfalls 1822 mit Freifrau von Albini zu Dieburg, die ihre Rechte in Messel zwar behielt, sie aber vom Staat in ihrem Namen ausüben ließ,[4] und
- 1825 mit Gräfin Anna Maria von Lerchenfeld-Köfering (1775–1854), geborene Groschlag zu Dieburg, bezüglich Eppertshausen.[5]

### Auflösung
In der Gebietsreform 1832 wurden die Landratsbezirke aufgelöst und zu größeren Kreisen zusammengelegt. Deren Zuschnitt wurde kurz darauf mit einer weiteren Verordnung festgelegt. Der Landratsbezirk Langen wurde aufgelöst, die zugehörigen Gemeinden auf die Kreise Offenbach und Großgerau verteilt.

## Interne Organisation
Der Landratsbezirk Langen war in 15 Bürgermeistereien eingeteilt, die dem Landrat unterstanden. Dabei wurden häufig mehrere kleinere Ortschaften durch eine Bürgermeisterei verwaltet. Entsprechend der Gemeindeverordnung vom 30. Juni 1821 standen den Gemeinden ein gewählter Ortsvorstand vor, der sich aus Bürgermeister, Beigeordneten und Gemeinderat zusammensetzte. Schultheißen wurden nicht mehr eingesetzt.
Bürgermeistereien
1. Arheilgen
2. Dietzenbach
3. Egelsbach
4. Eppertshausen
5. Erzhausen
6. Gräfenhausen mit Schneppenhausen
7. Kelsterbach
8. Langen
9. Messel
10. Mörfelden
11. Niederroden
12. Oberroden mit Messenhausen
13. Walldorf
14. Weiterstadt mit Braunshardt
15. Wixhausen

## Parallele Fachverwaltungen

### Finanzen
Für die Einnahmen aus Staatseigentum (den sogenannten Domanialen) gab es die Rentämter.
Zum Rentamt Darmstadt gehörten die Bürgermeistereien Arheilgen, Egelsbach, Erzhausen, Gräfenhausen, Kelsterbach, Langen, Messel, Mörfelden, Walldorf, Weiterstadt und Wixhausen. Zum Rentamt Seligenstadt gehörten die Bürgermeistereien Dietzenbach, Niederroden und Oberroden.
Davon getrennt war die Steuerverwaltung. Für den Landratsbezirk war der Steuerbezirk Langen zuständig, der alle Orte des Landratsbezirks umfasste und zur Obereinehmerei Darmstadt gehörte. Der Steuerbezirk Langen war wiederum in zwei Distrikteinnehmereien gegliedert, die aus Langen mit Dietzenbach, Egelsbach, Eppertshausen, Messel, Messenhausen, Niederroden und Oberroden und Mörfelden mit Arheilgen, Braunshardt, Erzhausen, Gräfenhausen, Kelsterbach, Schneppenhausen, Walldorf, Weiterstadt und Wixhausen, bestanden.
Der Bezirk gehörte zum Hauptzollamt Neuisenburg und hatte zwei Nebenzollämter in Kelsterbach und Langen.

### Forst
Die Orte des Landratsbezirks waren drei verschiedenen Forsten zugeteilt. Zum Forst Langen gehörten folgende 5 Forstreviere: 1. Koberstadt; 2. Mitteldick; 3. Mönchhof mit Kelsterbach; 4. Mörfelden mit Braunshardt, Gräfenhausen, Schneppenhausen und Walldorf; 5. Wolfsgarten mit Egelsbach und Langen. Die Orte Arheilgen, Erzhausen, Weiterstadt und Wixhausen gehörten zum Forstrevier Kalkofen, der Ort Messel gehörte zum Forstrevier Messel, beide lagen im Forst Darmstadt. Die Orte Dietzenbach, Eppertshausen, Messenhausen, Niederroden und Oberroden gehören zum Forstrevier Oberroden des Forsts Seligenstadt.

### Kirche
Die Kirchverwaltung im Bezirk bestand aus dem Inspektorat Langen, dem die lutherischen Pfarreien Arheilgen, Dietzenbach, Egelsbach, Gräfenhausen mit Schneppenhausen, Kelsterbach, Langen, Messel, Mörfelden, Weiterstadt mit Braunshardt, Wixhausen mit Erzhausen und die reformirte Pfarrei Walldorf unterstanden. Die katholischen Orte mit Pfarreien in Eppertshausen, Niederroden mit Messenhausen und Urberach (aus dem Landratsbezirk Offenbach) gehören zum Dieburger Landkapitel.

## Historische Beschreibung
DieStatistisch-topographisch-historische Beschreibung des Großherzogthums Hessen berichtet 1829 über den Landratsbezirk Langen:
Lage und Grenzen werden beschrieben als: „Der Bezirk hat eine sehr irreguläre Lage und liegt zwischen dem 49° 54′ und 50° 5′ nördlicher Breit und zwischen dem 26° 8′ und 26° 34′ östlicher Länge. Die Grenzen sind gegen Norden: das Herzogthum Nassau, das Gebiet der freien Stadt Frankfurt, die Bezirke Offenbach und Seligenstadt; gegen Osten: die Bezirke Offenbach und Seligenstadt; gegen Süden: die Bezirke Dieburg und Darmstadt; gegen Westen: der Main mit dem an liegenden Herzogthum Nassau und der Bezirk Dornberg.“
Die Natürliche Beschaffenheit als: „a) Oberfläche und Boden: Der Bezirk bildet eine große, meist ganz reizlose einförmige Ebene, die nur auf der östlichen Seite von Anhöhen unterbrochen wird. Man findet große Sand, besonders in dem südlichen Theil, die zuweilen fast in Flugsand übergehen. An mehreren Orten ist der Sand jedoch mehr oder weniger mit Pflanzenerde vermischt, und bei Witterung doch ziemlich fruchtbar. Doch werden in den Sandebenen Stellen gefunden, die einen schweren schwarzen Boden haben, der fruchtbar genug ist alles zu erzeugen. b)   Gewässer: 1) der Main; 2) der Schwarzbach; 3) der Rodaubach; 4) der Apfelbach; 5) der Heegbach; 6) der Gundbach; 7) der Sülzbach.“
Die Bevölkerung als:  „Diese beträgt 15,772 Seelen; unter diesen sind 11,589 Luth.; 3119 Kath.; 507 Reform.; 9 Mennon. und 548 Juden, welche zusammen 1 Marktflecken, 17 Dörfer und 1 Weiler, überhaupt 2115 Häuser bewohnen.“
Die Naturprodukte als: „1034 Pferde, 104 Fohlen, 42 Bullen, 316 Ochsen, 3631 Kühe, 1158 Rinder, 3522 Schweine, 3310 Schaafe, 155 Ziegen, 2 Esel. Viel Korn und Hafer, weniger Gerste und noch weniger Spelz und Waizen. An mehreren Orten viel Hirse und Heidekorn; etwas Welschkorn, Raps, etwas Mohn, Hanf; hier und da viel Flachs; Hülsenfrüchte, Klee, Kürbisse, Kartoffel, Rüben, Obst. An Mineralien ist der Bezirk arm. Brüche von rothen Sandsteinen bei Langen, die aber zu keinen feinen Arbeiten brauchbar sind; Flötzkalk, der zuweilen Spuren von Versteinerungen und Schwefelkies enthält. Im Gehaborner Feld Muschelkalk mit Turbiniten, Streusand, zu Mörfelden; vorzüglich schönen bei dem Hof Sensfelden. Töpferlehm und ein dunkelblauer Thon bei Kelsterbach.“
Gewerbe und Handel als: „Ackerbau, Viehzucht. In Kelsterbach ist eine Tabaks, und eine Fajence- und Steingutfabrik, und bei Wixhausen eine Bleiweißfabrik. In Eppertshausen wird das Häferhandwerk, sowie in Oberroden die Krugbäckerei ziemlich stark betrieben. In Arheilgen befinde sich ein Lager von Borden und Latten. Die Fajence- und Bleiweißfabriken, die Krugbäckereien und Häfnereien setzen viele Waaren ab. Auch Hirse, Heidekorn und Flachs werden exportiert. Die sehr frequente Hauptstraße von Darmstadt nach Frankfurt geht durch die Bezirksorte Arheilgen und Langen.“